# Stourne de Kusaie
Aplonis corvina
Espèce
Statut de conservation UICN

 EX  : Éteint
Le Stourne de Kusaie est une espèce disparue d'oiseau endémique des forêts de montagne de Kosrae dans les États fédérés de Micronésie.  Il est seulement connu de deux spécimens récoltés par Friedrich Heinrich von Kittlitz (1799-1874) en 1828 et sont aujourd'hui conservés au muséum de Saint-Pétersbourg. Lorsque Friedrich Hermann Otto Finsch (1839-1917) visite l'île en 1880, l'oiseau a disparu, probablement à la suite de l'introduction de rats, très abondants sur l'île.